# توماس هال (قس)
توماس هال (بالإنجليزية: Thomas Hall) هو قس أمريكي، ولد في 8 أبريل 1750 في Byberry, Philadelphia ‏ في الولايات المتحدة، وتوفي في 12 أبريل 1825 في ليفورنو في إيطاليا.